# Tilman Becker
Tilman Cornelius Becker (* 11. Januar 1954 in Tuttlingen) ist ein deutscher Agrarökonom, Hochschullehrer und Glücksspielexperte.

## Werdegang
Becker studierte an der Freien Universität Berlin, der Pädagogischen Hochschule Göttingen sowie der Christian-Albrechts-Universität zu Kiel, wo er 1985 einen Diplom-Abschluss in Wirtschafts- und Sozialwissenschaften machte. 1989 erschien seine von Ulrich Koester betreute Dissertation Die Weizenexportpolitik der Europäischen Gemeinschaft, im Wintersemester 1990/91 war er Visiting Scholar an der University of California, Berkeley. 1993 wurde Becker Professor für Landwirtschaftliche Marktlehre an der Georg-August-Universität Göttingen, 1997 für Agrarmärkte und Agrarmarketing an der Universität Hohenheim. Seine Forschungsschwerpunkte sind der internationale Handel mit Agrarprodukten, dessen gesetzliche Regulierung und der Verbraucherschutz. Von der Gründung 2004 bis 2021 leitete er die zur Universität Hohenheim gehörende Forschungsstelle Glücksspiel.

## Publikationen (Auswahl)
- Zur Analyse von Handelsstrukturmatrizen (= Diskussionsbeiträge, Institut für Agrarpolitik und Marktlehre der Universität Kiel 63), Kiel 1988.
- Die Weizenexportpolitik der Europäischen Gemeinschaft, Strothe, Frankfurt am Main 1989.
- mit Peter Schoop: Die Entwicklung der Produktion und des Konsums von pflanzlichen Produkten in der DDR unter EG-Bedingungen (= Diskussionsbeiträge, Institut für Pflanzenbau und Marktlehre der Universität Kiel 65), Kiel 1990.
- mit Ulrich Koester: Der Agrarhandelskonflikt zwischen der EG und den USA. Entwicklung und Lösungsmöglichkeiten. In: Hamburger Jahrbuch für Wirtschafts- und Gesellschaftspolitik, Jg. 38 (1993), S. 85–109.
- mit Henrike Burchardi: Möglichkeiten und Grenzen der Lebensmittelwerbung, Göttingen 1996.
- mit Kristina Glitsch und Eckhard Benner: Wandel des Verbraucherverhaltens bei Fleisch. In: Agrarwirtschaft: Zeitschrift für Betriebswirtschaft, Marktforschung und Agrarpolitik, Jg. 45 (1996), S. 267–277.
- mit Kristina Glitsch u. a.: German consumer behavior towards food in general and meat in particular, Göttingen 1996.
- Kontrolliert-integrierte Erzeugung von Obst und Gemüse – Anbaurichtlinien und Kontrollvorgaben im europäischen Vergleich, Landwirtschaftsverlag Münster, Münster-Hiltrup 2004.
- mit Christine Baumann: Gesellschafts- und Glücksspiel: staatliche Regulierung und Suchtprävention, Lang, Frankfurt am Main 2006.
- Soziale Kosten des Glücksspiels in Deutschland (= Schriftenreihe zur Glücksspielforschung 7), Lang, Frankfurt am Main 2012.
- Verfügbarkeit und Sucht beim Automatenspiel (= Schriftenreihe zur Glücksspielforschung, Band 15), Lang, Frankfurt am Main 2015.
- mit Christian Kornek: Problematisches und pathologisches Glücksspielverhalten bei Spielhallen-Servicekräften, Lang, Frankfurt am Main 2020.